# Verjnuarmu
Verjnuarmu (Кровавая рана) — финская дэт-метал группа.

## История
Группа была основана в Куопио в 2002 году. В том же году вышли первые демозаписи: Verjnuarmu и Verta, voemoo ja viitakkeita. Дебютный альбом Muanpiällinen Helevetti был выпущен лейблом Universal Music 25 января 2006 года. 7 апреля 2008 группа подписала контракт с лейблом Dynamic Arts Records. 18 мая того же года был выпущен второй альбом Ruatokansan uamunkoetto.
13 августа 2018 года после продолжительной болезни скончался барабанщик группы Яннэ Риссанен, известный как Musta Savo. Два дня спустя группа объявила о завершении своей карьеры.

## Стиль
Стиль группы объединяет в себе элементы дэт-метала, блэк-метала и финской народной музыки. Сами музыканты характеризуют свой стиль как «Саво-метал», поскольку все песни группы написаны на диалекте Саво финского языка.

## Участники
- Puijon Perkele (Tuomas Koponen) — вокал, клавишные
- Tervapiru (Topi Pitkänen) — гитара
- Woema — бас-гитара
- Musta Savo — ударные, вокал

## Бывшие участники
- Savon Surma (Petteri Ruotsalainen) — гитара, бэк-вокал
- Ruato — гитара
- Viitakemies (Tarmo Luostarinen) — гитара

## Дискография

### Альбомы
- Muanpiällinen helevetti (2006)
- Ruatokansan uamunkoetto (2008)
- Lohuton (2010)
- 1808 (2015)

### Синглы
- Kurjuuvven valssi (2005)
- Itkuvirsj' (2006)
- Suattoväen veisattua itkuvirtesä (2010)
- Kuvajaenen (2010)
- Turja (2010)
- Lentävä kalakukko (2012)

### Демозаписи
- Verjnuarmu (2002)
- Verta, voemoo ja viitakkeita (2002)
- Laalavat jouset (2004)